# 双囊齿唇兰
双囊齿唇兰（学名：Odontochilus lanceolatus）为兰科齿唇兰属下的一个种。

## 扩展阅读
- 維基物種上的相關：双囊齿唇兰